# Hòa Mỹ, Chương Hóa
Hòa Mỹ (tiếng Trung: 和美鎮; bính âm: Héměi Zhèn) là một trấn của huyện Chương Hóa, tỉnh Đài Loan, Trung Hoa Dân Quốc (Đài Loan). Trấn nằm ở phía bắc của huyện và ở vị trí gần với thành phố Chương Hóa. Tổng diện tích của trấn là 39,1224 km², dân số vào tháng 8 năm 2011 là 90.056 người thuộc 24.471 hộ gia đình, mật độ cư trú đạt 2301,9 người/km².